# Señales de humo (programa de televisión)
Señales de humo es un programa de televisión que se transmitió por el canal regional Telepacífico en los años 90. En el programa se realizaba una propuesta audiovisual que combinaba vídeos musicales, fragmentos de películas, imágenes de noticiero, pequeñas piezas actuadas por parte de los realizadores y las respuestas de jóvenes de colegio o de universidad.

## Historia
Programa de televisión que se transmitió por el canal regional Telepacífico en los años 90. Este programa fue presentado por el vocalista Jorge Fresquet.